# Cecil Leith
Pour les articles homonymes, voir Leith.
Cecil Eldon (Chuck) Leith (1923 – 13 octobre 2016) est un mathématicien et physicien américain. Il est connu pour ses travaux en physique de l'atmosphère,.

## Biographie
Né à Boston aux États-Unis, il obtient un BSc en mathématiques en 1943 à l'université de Californie à Berkeley. Après un passage au laboratoire national d'Oak Ridge jusqu'en 1946 dans le cadre du projet Manhattan, il revient à Berkeley au laboratoire Lawrence qui est transféré à Livermore en 1952. Il est à nouveau à Berkeley pour une thèse en mathématiques en 1957 puis retourne à Livermore où il travaille sur les problèmes de dispersion de radionucléides dans l'atmosphère. En 1968 il entre au National Center for Atmospheric Research dont il sera le directeur de la division analyse et prédiction de l'atmosphère de 1978 à 1982.
Il décède en 2016 auprès de sa famille à Eugene (Oregon) où il résidait depuis 2010.

## Travaux
Cecil Leith est un mathématicien appliqué connu pour ses travaux en turbulence, particulièrement en turbulence atmosphérique. Il a travaillé sur les approximations de type RANS à leurs débuts. Dans le cadre de la prédictibilité de l'atmosphère il a mis au point une méthode décrivant les variétés d'un système et permettant de prédire le devenir d'une perturbation atmosphérique. Il est à l'origine de la notion de cascade enstrophique avec Robert Kraichnan et George Batchelor. Il est un pionnier de la simulation globale de l'atmosphère.
Il participe en 1979 à la rédaction du rapport Charney, qui évalue la robustesse de plusieurs modèles climatiques et conclut à un réchauffement climatique futur.

## Récompenses
- Prix Otto Laporte (fusionné avec le prix de dynamique des fluides en 2004) de la société américaine de physique en 1978[8] ;
- Médaille Carl-Gustaf Rossby de l'American Meteorological Society, 1982[9] ;
- Président du National Research Council's Committee on Atmospheric Sciences[4].